# Jeýtuncultuur
De Jeýtuncultuur (Turkmeens: Jeýtun medeniýeti) was een neolithische archeologische cultuur van het 6e tot 5e millennium voor Christus, op het grondgebied van Zuid-Turkmenistan en Noordoost- Iran. Ze was verwant aan de vroege landbouwculturen uit West-Azië, zoals op sites als Jarmo en Çatalhöyük. De cultuur werd geïdentificeerd door Sovjetonderzoeker Vadim Masson op basis van opgravingen in de jaren vijftig en zestig, en vernoemd naar de site van Jeýtun, 30 km ten noordwesten van Asjchabad.
De cultuur verspreidde zich naar Zuid-Turkmenistan en Noordoost-Iran. Ze begon waarschijnlijk vóór 7000 v.Chr., te oordelen naar de leeftijd van Sang-i Chakmak in de Gorgan-vlakte in Iran, ten zuiden van de Kaspische Zee, de vroegste nederzetting waar soortgelijke artefacten werden gevonden. In hetzelfde gebied van de Gorgan-vlakte zijn er andere nederzettingen die verband houden met de Jeýtuncultuur, zoals Yarim Tepe en Tureng Tepe. 
Er zijn ongeveer twintig archeologische nederzettingen die worden toegeschreven aan de Jeýtuncultuur, en ze bevinden zich aan beide zijden van het Kopet-Dag-gebergte. Ze komen vooral veel voor in het zuidwestelijke deel van Turkestan. Dergelijke nederzettingen strekken zich zo ver westelijk uit als de Iraanse stad Imamshahr, en zo ver oostelijk als de rivier de Tejen, die vanuit Afghanistan naar het noorden stroomt. 
Rond 5000 v.Chr. had de Jeýtuncultuur interactie met de cultuur van het Anau IA-type. Als gevolg hiervan ontstond een cultuur van het Namazga-depe I-type.

## Antropologie
De sovjet-antropologen Voelf Ginzboerg en Tatjana Trofimova, die de oude Jeýtun-begrafenissen bestudeerden, kwamen tot de conclusie dat antropologisch gezien de oude landbouwers van de Jeýtuncultuur van Zuid-Turkmenistan tot het Europide Oost-Mediterrane type behoorden, en het dichtst bij de bevolking van Tepe Hissar (Iran) stond. Hiervan verschilde het in grotere graciliteit. Volgens Ginzboerg en Trofimova waren de inwoners van de Jeýtun-nederzettingen over het algemeen vergelijkbaar met moderne Turkmenen.

## Cultuur
De Jeýtuncultuur kenmerkte zich door gevestigde nederzettingen met heiligdommen (Pessedzjik-depe). De neolithische nederzetting Jeýtun bestond uit 30 lemen huizen met één kamer, en de bevolking bedroeg volgens wetenschappers ongeveer 150 inwoners. Bij de opgravingen werden vaak stenen bijlen en sikkels met vuurstenen inzetstukken gevonden. Er waren ook aardewerk, kleibeeldjes van dieren en vrouwen. Het typische wapen was de slinger, maar er werden geen pijlpunten gevonden.

## Economie
De belangrijkste bezigheden waren landbouw (tarwe en gerst) en veeteelt (geiten, schapen en runderen).